# 梅翁
梅翁（法語：Méon，法語發音：[meɔ̃] ⓘ）是法国曼恩-卢瓦尔省的一个旧市镇，属于索米尔区。2016年12月15日，梅翁和相邻的另外13个市镇合并为新市镇努瓦扬维拉日（Noyant-Villages）。

## 地理
梅翁（47°29'41"N, 0°7'9"E）面积15.04 平方千米，位于法国卢瓦尔河地区大区曼恩-卢瓦尔省，该省份为法国西部内陆省份，大致对应安茹地区，北起顺时针与马耶讷省、萨尔特省、安德尔-卢瓦尔省、维埃纳省、德塞夫勒省、旺代省、大西洋卢瓦尔省和伊勒-维莱讷省接壤。
与梅翁接壤的市镇（或旧市镇、城区）包括：布雷伊、利尼耶尔布通、努瓦扬、帕尔赛莱潘、拉佩勒里讷。
梅翁的时区为UTC+01:00、UTC+02:00（夏令时）。

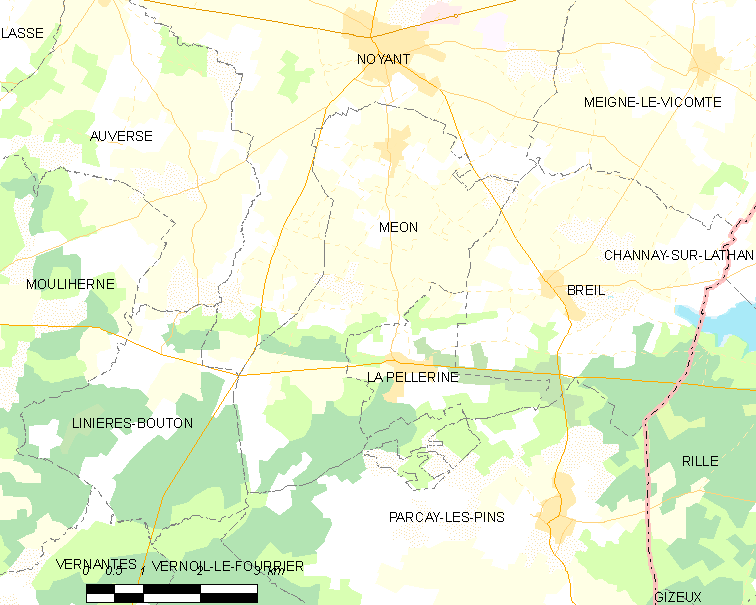
梅翁的OSM定位图

## 行政
梅翁的邮政编码为49490，INSEE市镇编码为49202。

## 政治
梅翁所属的省级选区为安茹地区博福尔县。

## 人口

1962-2008年间梅翁人口变化图示

梅翁于2018年1月1日时的人口数量为220人。